# Oscar Nielsen
Niels Christian Oskar Nielsen, później Nørland (ur. 3 października 1882 w Roskilde, zm. 18 maja 1941 we Frederiksbergu) – duński piłkarz występujący podczas kariery na pozycji napastnika.
Dwukrotny srebrny medalista Igrzysk Olimpijskich: z Londynu w 1908 roku oraz ze Sztokholmu 4 lata później.
Całą swoją karierę klubową spędził w Kjøbenhavns Boldklub.